# Sedum montanum
Sedum montanum là một loài thực vật có hoa trong họ Crassulaceae. Loài này được Songeon & E.P.Perrier miêu tả khoa học đầu tiên năm 1864.